# Gáldar
Gáldar ist eine Gemeinde auf der Kanarischen Insel Gran Canaria. Gáldar hat 24.811 Einwohner (Stand: 2024) auf einer Fläche von 65,10 km².
Gáldar liegt westlich von Las Palmas de Gran Canaria. Die Nachbargemeinden sind Santa María de Guía de Gran Canaria im Osten, Artenara im Süden und Agaete im Südwesten.

## Einwohner
| Jahr | Einwohner | Bevölkerungsdichte |
| ---- | --------- | ------------------ |
| 1991 | 20.656    | -                  |
| 1996 | 21.704    | -                  |
| 2001 | 22.154    | 357,3 Ew./km²      |
| 2002 | 22.677    | -                  |
| 2003 | 22.763    | 369,6 Ew./km²      |
| 2004 | 22.922    | 371,1 Ew./km²      |
| 2005 | 23.201    | 376,7 Ew./km²      |
| 2021 | 24.445    | 396,9 Ew./km²      |

## Wirtschaft
Früher wurde im Umland Gáldars vor allem Zuckerrohr angebaut, heute sind in der Region Bananen-, Kartoffel-, Tomaten-, Zwiebel- und Blumenanbau verbreitet. Daneben wird Ziegen-, Schaf- und Rinderzucht betrieben. In mehreren kleineren Betrieben werden Lebensmittel verarbeitet. Seit Jahrhunderten ist der Käse aus Schafs-, Ziegen- oder Kuhmilch von Gáldar und seinen Nachbargemeinden Santa María de Guía und Moya für seine Qualität bekannt.
Etwa 20 Prozent der Beschäftigten arbeiten im Baugewerbe, über 50 Prozent im Dienstleistungsbereich. Der Tourismus spielt eine wachsende Rolle.

## Geschichte
Gáldar war vor der Eroberung durch die Spanier neben Telde eine von zwei Hauptstädten der Canarios, der Ureinwohner von Gran Canaria. Der letzte Guanarteme Tenesor Semidán wurde von den Kastiliern gefangen genommen, nach Córdoba verbracht und auf den Namen Fernando Guanarteme getauft. Der Ort wurde von den kastilischen Eroberern Villa de Santiago de los Caballeros de Gáldar genannt, sein Schutzheiliger ist Jakobus der Ältere.

## Sehenswürdigkeiten
- Museo y Parque Arqueológico Cueva Pintada: Hier wurden Kulthöhlen und Häuser der Ureinwohner freigelegt und können besichtigt werden.
- Iglesia Matriz de Santiago de los Caballeros; Hauptkirche

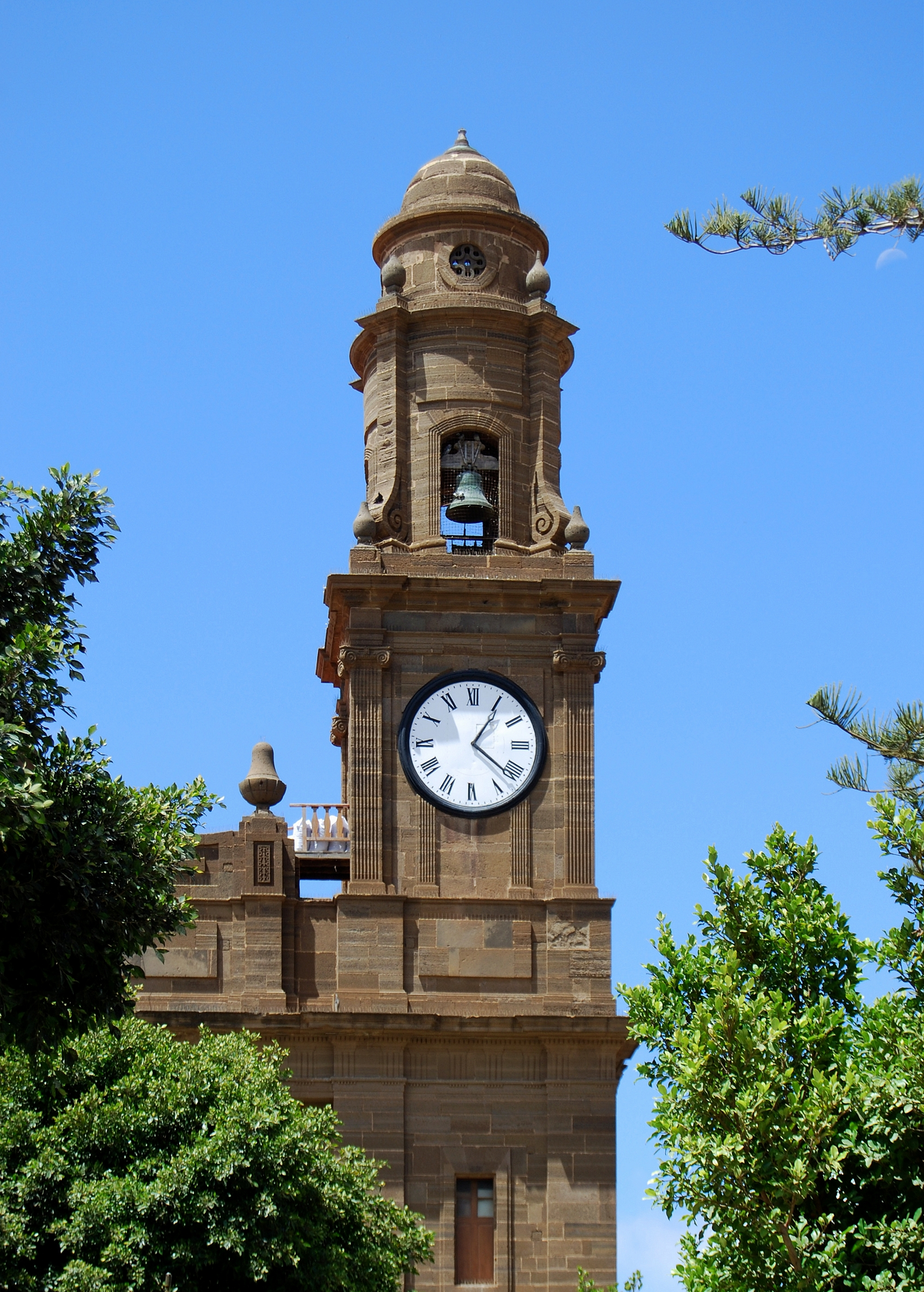
Kirchturm von Gáldar

## Sport
Der Handballverein CBM Gáldar spielte zwischen 1991 und 2003 in der ersten spanischen Liga und nahm mehrfach am Europapokal teil.

## Persönlichkeiten
- Alberto Delgado Molina (* 2005), Handballspieler